# Plac Bangalore w Mińsku
Plac Bangalore (biał. Плошча Бангалор) — plac w Rejonie Sowieckim Mińska, stolicy Białorusi, położony na przecięciu ul. Maksima Bahdanowicza z ulicami Orłowską i Surganowa, w północnej części miasta, ok. 3 km od centrum. Nosi nazwę indyjskiego miasta Bengaluru, które jest miastem partnerskim Mińska od 1986 r. Wcześniej plac nosił imię Maksima Gorkiego. Odpowiednio, jeden z placów w Bengaluru nosi imię białoruskiej stolicy.
Ruch na placu odbywa się po okręgu, jednak wskutek silnego potoku pojazdów z przylegających ulic, na rondzie powstają często korki. Plac Bangalore uważany jest za jedno z najbardziej kolizyjnych skrzyżowań Mińska. W 2010 roku planowana jest przebudowa układu komunikacyjnego placu.
Plac Bangalore znany jest tego, że białoruskie władze, odmawiając opozycji prawa do przeprowadzania demonstracji na którymś z centralnych placów miasta, wyznaczają go jako miejsce zastępcze, gdzie demonstracja może legalnie się odbyć. Ze względu na znaczne oddalenie od centrum i charakter ruchu uliczego, nie jest to optymalne miejsce do prezentowania poglądów politycznych. Wielokrotnie dochodziło do starć demonstrantów z milicją, gdy ci odmawiali udania się na plac Bangalore i, mimo zakazu, udawali się do centrum. Jedną z bardziej znanych akcji białoruskiej opozycji był „Ostatni marsz na plac Bangalore”, kiedy to uczestnicy udali się nań, niosąc białe, puste transparenty. Protestowali w ten sposób przeciwko wyznaczaniu tego placu na miejsce mityngów.